# 1980年モスクワオリンピックのガイアナ選手団
1980年モスクワオリンピックのガイアナ選手団（1980ねんモスクワオリンピックのガイアナせんしゅだん）は、1980年にモスクワで開催されたオリンピックのガイアナ選手団。

## メダル
| メダル   | 選手名                 | 競技       | 種目       | 日程    |
| -------- | ---------------------- | ---------- | ---------- | ------- |
| 銅メダル | ミッチェル・アンソニー | ボクシング | バンタム級 | 7月31日 |